# مولر ۲۵۲۸
سیارک ۲۵۲۸ (به انگلیسی: 2528 Mohler، نامگذاری:1953TF1) دو هزار و پانصد و بیست و هشتمین سیارک کشف شده‌است که در ۸ اکتبر ۱۹۵۳ کشف شد.
قدر مطلق سیارک برابر ۱۲٫۶۰ است.